# هلن فریزر
هلن فریزر (انگلیسی: Helen Fraser؛ زادهٔ ۱۵ ژوئن ۱۹۴۲) یک هنرپیشه اهل بریتانیا است.

## گزیدهٔ نقش‌آفرینی‌ها
- شکلی از دوست داشتن (۱۹۶۲)
- انزجار (۱۹۶۵)
- جشن تولد (۱۹۶۸)
- دامبی و پسر (۱۹۶۹)
- گوریل‌ها در مه (۱۹۸۸)